# Communion (album de Septic Flesh)
Pour les articles homonymes, voir Communion (homonymie).
Albums de Septic Flesh
Sumerian Daemons
(2003) The Great Mass
(2011)
Communion est le septième album studio du groupe de death metal grec Septic Flesh, paru en mars 2008. Il s'agit du premier album enregistré après la reformation du groupe, qui s'était séparé en 2003.

## Liste des pistes
| No | Titre              | Durée |
| -- | ------------------ | ----- |
| 1. | Lovecraft's Death  | 4:08  |
| 2. | Anubis             | 4:18  |
| 3. | Communion          | 3:25  |
| 4. | Babel's Gate       | 2:58  |
| 5. | We the Gods        | 3:50  |
| 6. | Sunlight Moonlight | 4:08  |
| 7. | Persepolis         | 6:09  |
| 8. | Sangreal           | 5:19  |
| 9. | Narcissus          | 3:59  |